# River City Ransom: Underground
River City Ransom: Underground est un jeu vidéo de type beat them all développé par Conatus Creative et édité par Arc System Works, sorti en 2017 sur Windows, Mac et Linux.
Il fait suite à Street Gangs sorti en 1989.

## Accueil
- Canard PC : 7/10[1]

## Développement
Le jeu a bénéficié d'un financement sur Kickstarter à hauteur de 217 643 CA$ (pour une demande initiale de 180 000 CA$) via 5 179 contributeurs.